# Terraplè

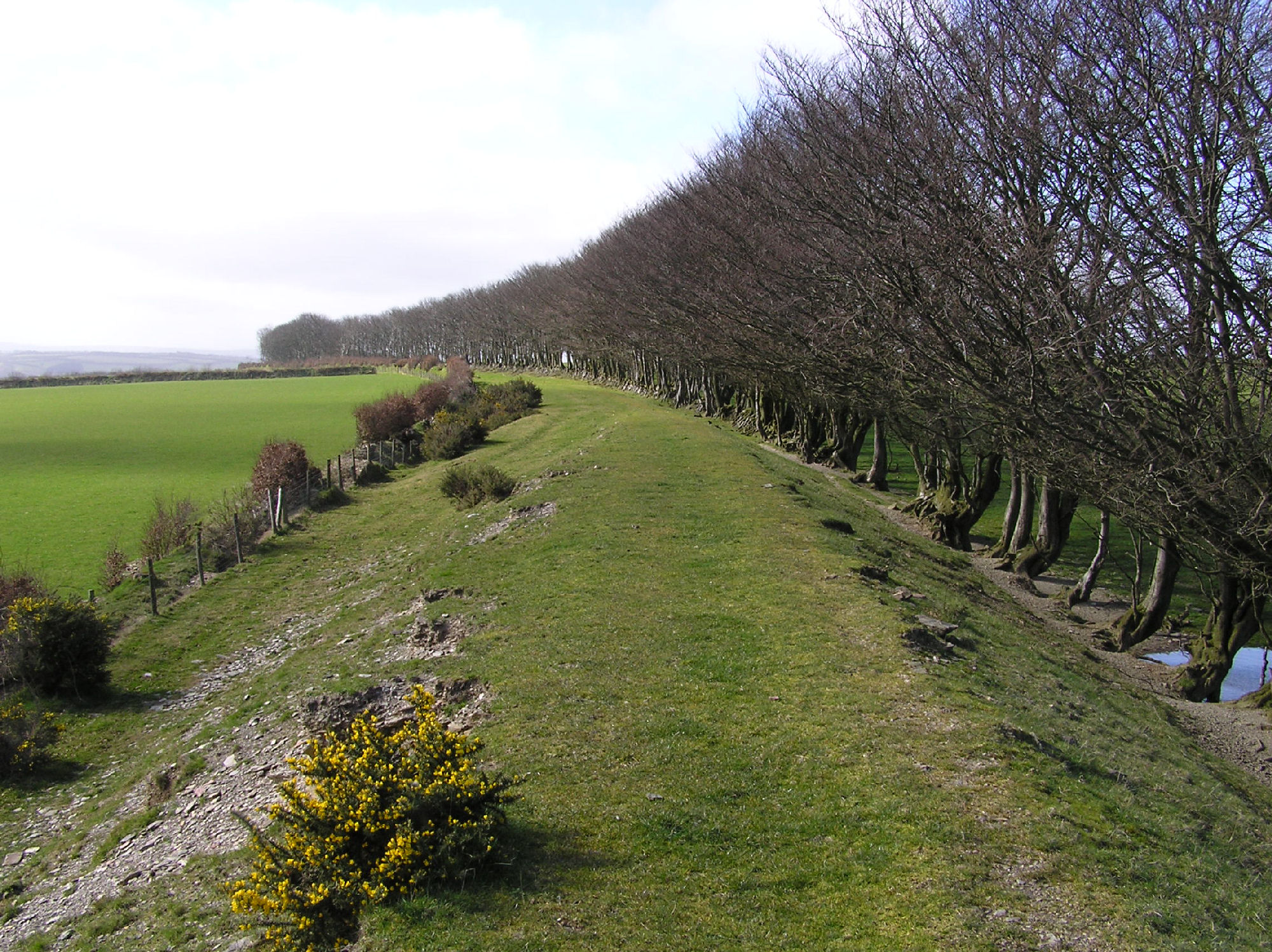
Antic terraplè d'una línia de ferrocarril abandonada al Regne Unit

En arqueologia el terraplè són els treballs de moviment de terres realitzats per l'home per crear desnivells del terreny amb diferents finalitats. En enginyeria civil el terraplè és la terra amb què s'omple un terreny per aixecar-ne el nivell i formar un pla de suport adequat per fer una construcció, per al conreu, per formar un dic, etc. Les parts d'un terraplè de carretera són les següents:
- Coronació: capa superior del terraplè, sobre la qual es recolza el ferm, amb un gruix mínim de 2 capes i sempre major de 50 cm. En aquesta part es disposa dels millors sòls del terraplè, és a dir, aquells que no siguin plàstics o tendeixin a esquerdar o assentar-se. A Espanya la normativa imposa les característiques en funció del nombre de vehicles que hi circulin segons la Normativa 6.1-IC.[1]
- Nucli: part del farcit compresa entre el fonament i la coronació.
- Espatller: part lateral del farcit tipus terraplè que, ocasionalment, forma part dels seus talussos. No es consideren part de l'espigó els revestiments sense funció estructural en el farciment entre els que es consideren plantacions, cobertes de terra vegetal, proteccions antierosió, etc. La seva funció és contenir el nucli.
- Fonament: part inferior del terraplè en contacte amb la superfície de suport. El seu gruix és com a mínim d'1 metre.

## Construcció

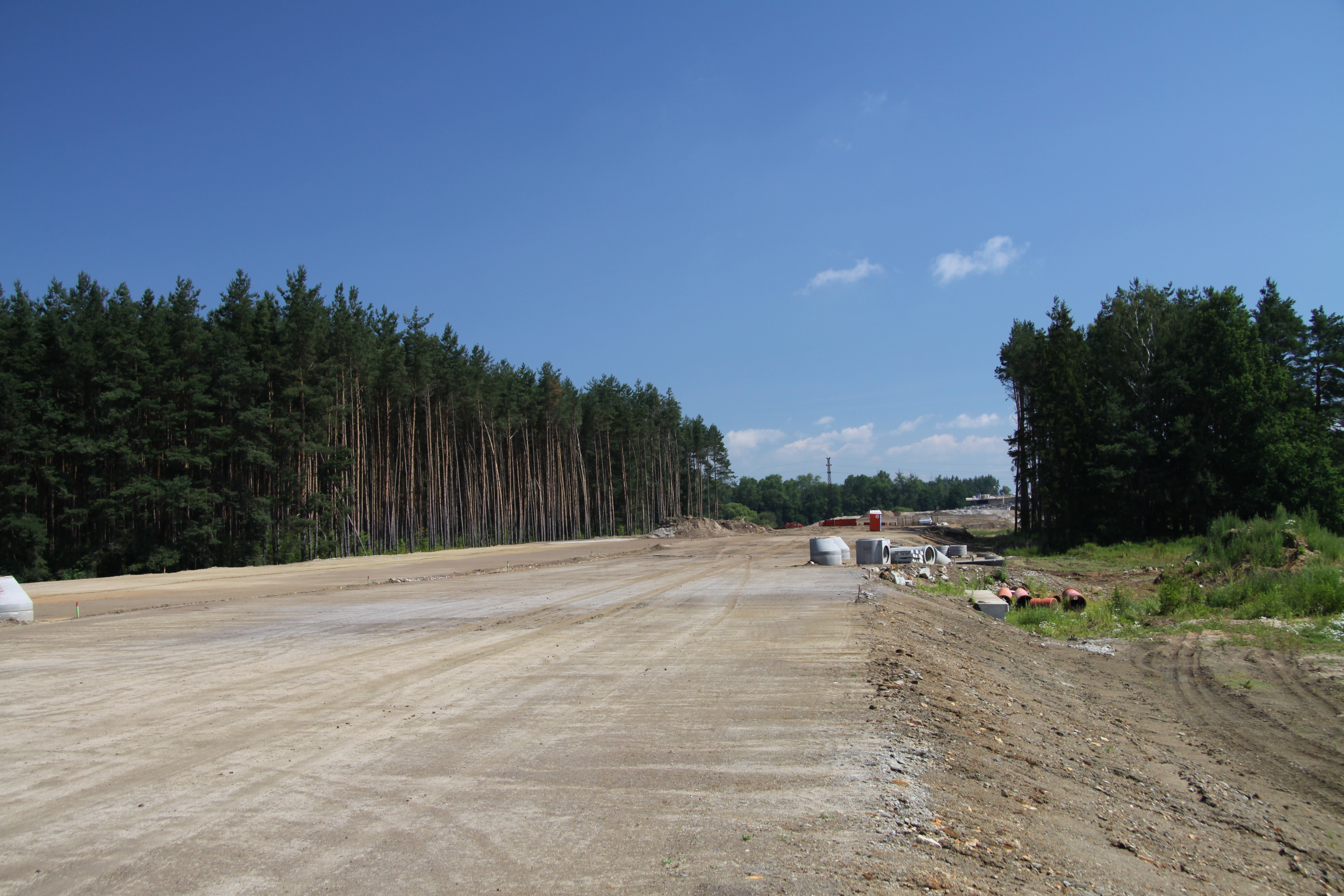
Construcció d'un terraplè per a una autopista

Les tasques necessàries per a l'execució de terraplens, amb maquinària d'elevat rendiment, són les següents:
- Preparació de la superfície d'assentament: comprèn la retirada del terreny vegetal i de vegades l'execució d'una capa que separi el terraplè artificial amb el terreny natural (capes de drenatge, geotèxtils).
- Extensió, dessecació o humectació de cada tongada.
- Compactació de cada tongada.
- Refinat dels talussos i coronació.

A Espanya, per al control de qualitat d'un terraplè s'ha de complir la normativa del plec de prescripcions tècniques generals.